# Епархия Дорумы-Дунгу
Епархия Дорумы-Дунгу (лат. Dioecesis Dorumaensis-Dunguensis) — епархия Римско-Католической Церкви с центром в городе Дунгу, Демократическая Республика Конго. Епархия Дорумы-Дунгу входит в митрополию Кисангани.

## История
24 февраля 1958 года Римский папа Пий XII издал буллу Qui cotidie, которой учредил апостольскую префектуру Дорумы, выделив её из апостольского викариата Ниангары (ныне — епархия Исиро-Ниангары).
10 ноября 1959 года апостольская префектура Дорумы была преобразована в епархию буллой Haud multum Римского Папы Павел VI.
3 июля 1970 года епархия Дорумы была переименована в епархию Дорумы-Дунгу.

## Ординарии епархии
- епископ Guillaume van den Elzen (1958 — 1983);
- епископ Emile Aiti Waro Leru’a (1983 — 1989);
- епископ Richard Domba Mady (1994 — по настоящее время).

## Источник
- Annuario Pontificio, Libreria Editrice Vaticana, Città del Vaticano, 2003, ISBN 88-209-7422-3
- Булла Qui cotidie, AAS 50 (1958), стр. 61  (лат.)
- Булла Haud multum, AAS 60 (1968), стр. 184  (лат.)